# Alexandra Alévêque
Pour les articles homonymes, voir Alévêque.
Alexandra Alévêque est une journaliste française née au Creusot le 19 août 1972.

## Biographie
Alexandra Alévêque est la fille d'un instituteur et d'une esthéticienne. Elle a deux frères ainés, Jacques, et l'humoriste Christophe Alévêque. La journaliste passe son enfance à Montceau-les-Mines. Lorsqu'elle a 10 ans, son père meurt d'un anévrisme alors qu'il a 42 ans. Ses frères étant partis pour leurs études, elle se retrouve seule avec sa mère.
En 1990, elle rejoint Paris pour faire une école de publicité afin de devenir journaliste, elle habite alors avec son frère Christophe. En 1996, elle intègre la société de production d'Emmanuel Chain Éléphant et Cie, puis en 2009, CAPA Production et devient rédactrice en chef de l’émission Global Mag pour Arte.
En 2012, elle développe une série de documentaires 21 jours..., elle y découvre le quotidien de bénévoles de la SPA, d’institutrice, d'aveugles, de religieuses, d'acteurs de film X, des urgentistes... Elle anime également l'émission Off ! Secrets et coulisses.
Depuis 2013, elle fait partie de l'équipe de chroniqueurs de l'émission culturelle Ça balance à Paris animée par Éric Naulleau.
En 2015, elle présente la rubrique « Comment ça va mal ? »  dans l'émission Comment ça va bien ! animée par Stéphane Bern sur France 2.
En 2018 et 2019, elle vit en immersion chez des familles dans le cadre du documentaire Drôles de villes pour une rencontre pour France 5. Iakoutsk et La Paz constituaient la première saison, la seconde comprend Manille, Ganvié, Las Vegas et Aarhus, la troisième saison Grindavík, Venise, Chinguetti et Longyearbyen, la quatrième saison Fort Worth, Hydra et Maysynram